# Cratere Ritchey (Marte)
Ritchey è un cratere sulla superficie di Marte.
Il cratere è dedicato all'ottico statunitense George Willis Ritchey.